# Mortonia (animal)
Genre
Mortonia est un genre de minuscules oursins irréguliers (clypéastéroïdes) de la famille des Fibulariidae. Rarement vus vivants, leurs squelettes blanchis sont souvent amenés sur les plages par les vagues, ce qui leur vaut dans plusieurs langues le surnom d'« œufs de mer ».

## Systématique
Le genre Mortonia a été créé en 1851 par le zoologiste britannique John Edward Gray ((1800-1875).
Ce genre animal ne doit pas être confondu avec le genre végétal Mortonia créé en 1852 par le botaniste américain Asa Gray (1810-1888).

## Description et caractéristiques
Ce sont des oursins irréguliers, au test ovoïde à la marge très arrondie, légèrement allongée antérieurement. L'intérieur du test nu est creux, et présente un unique contrefort postérieur. Le péristome est petit et enfoncé, en position centrale sur la face orale. Le périprocte est situé sur la face orale, proche du péristome et significativement plus gros que lui.

## Liste des espèces
Selon World Register of Marine Species (20 mars 2014) :
- Mortonia australis (Des Moulins, 1837) -- Pacifique central (dont Hawaï)
- † Mortonia lowraliensis Jain, 2002
- Mortonia polyporus (Mortensen, 1921) -- Nouvelle-Zélande

Mortonia polyporus

## Publication originale
- (en) John Edward Gray, « Description of Two New Genera and Some New Species of Scutellidae and Echinolampidae in the Collection of the British Museum », Proceedings of the Zoological Society of London, Londres, ZSL, vol. 19, no 1,‎ janvier 1851, p. 34-38 (ISSN 0370-2774, OCLC 1779524, BNF 32843178, DOI 10.1111/J.1096-3642.1851.TB01127.X, lire en ligne).